# 御所村 (山梨県)
御所村（ごしょむら）は、かつて山梨県東八代郡にあった村。現在の笛吹市八代町永井・八代町米倉にあたる。

## 地理
- 河川：浅川

## 歴史
- 1942年（昭和17年）4月1日 - 永井村・米倉村が合併して発足。
- 1956年（昭和31年）5月3日 - 八代村と合併して八代町が発足。同日御所村廃止。

## 交通

### 道路
現在は旧村域を中央自動車道が通過するが、当時は未開通。